# 左明 (1947年)
左明（1947年7月—），男，汉族，河北任丘人，中华人民共和国政治人物，曾任中共天津市委金融工委（市委综合经济工委）书记，天津市人大常委会副主任。